# Ротенбург (Заале)

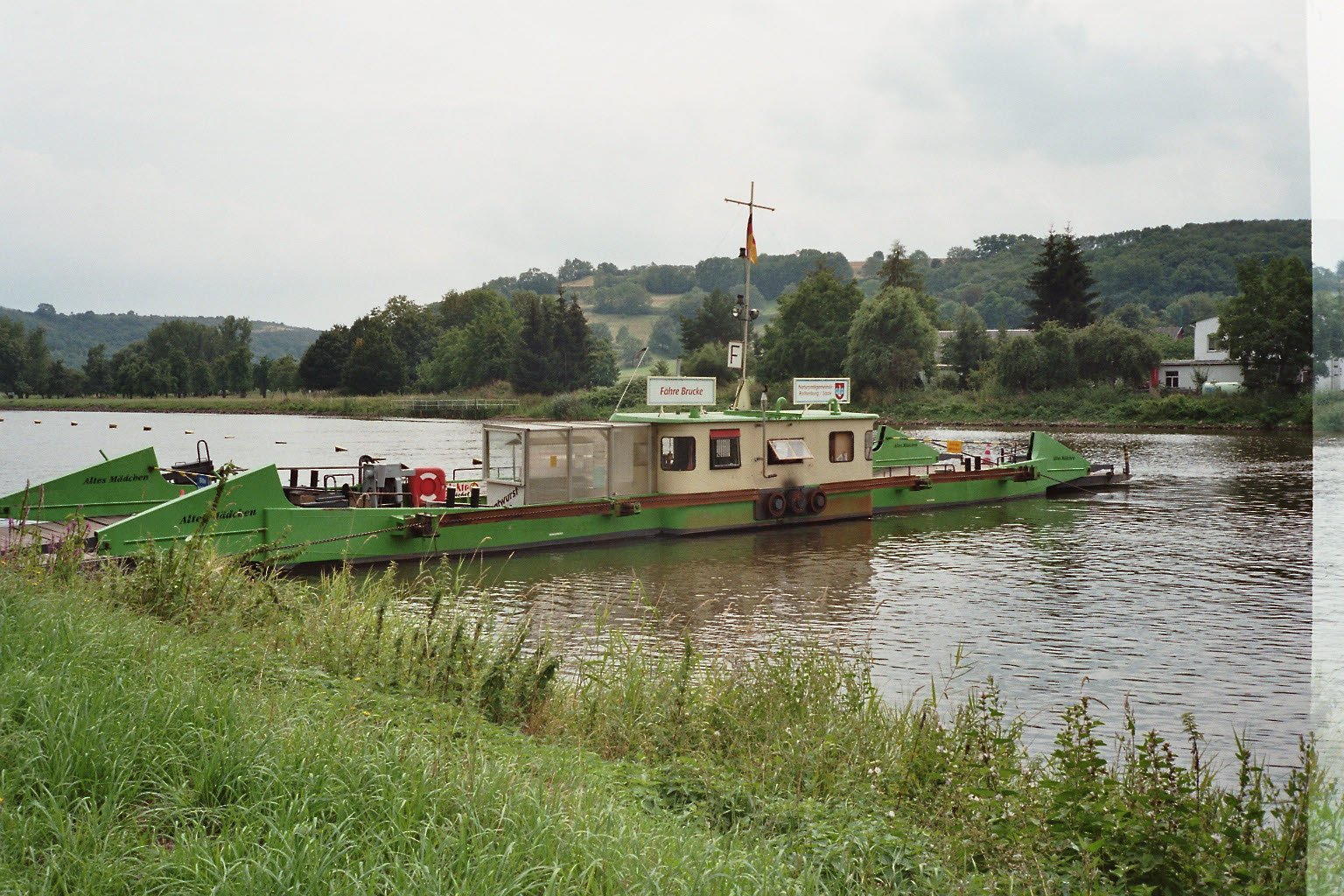
Пором «Стары дывчата» на річці Заале

Ротенбург (Заале) (нім. Rothenburg (Saale)) — громада у Німеччині, у землі Саксонія-Ангальт. Входить до складу району Заале. Підпорядковується управлінню Залькрайс Норд.
Населення — 867 осіб (на 31 грудня 2006). Площа — 5,40 км². Офіційний код — 15 2 65 044.